# Sinar Pasemah
Sinar Pasemah is een bestuurslaag in het regentschap Lampung Selatan van de provincie Lampung, Indonesië. Sinar Pasemah telt 3133 inwoners (volkstelling 2010).